# لوکاس سالاتا
لوکاس سالاتا (به انگلیسی: Lucas Salatta) (زادهٔ ۲۷ آوریل ۱۹۸۷) شناگر اهل برزیل است.